# Haywyre

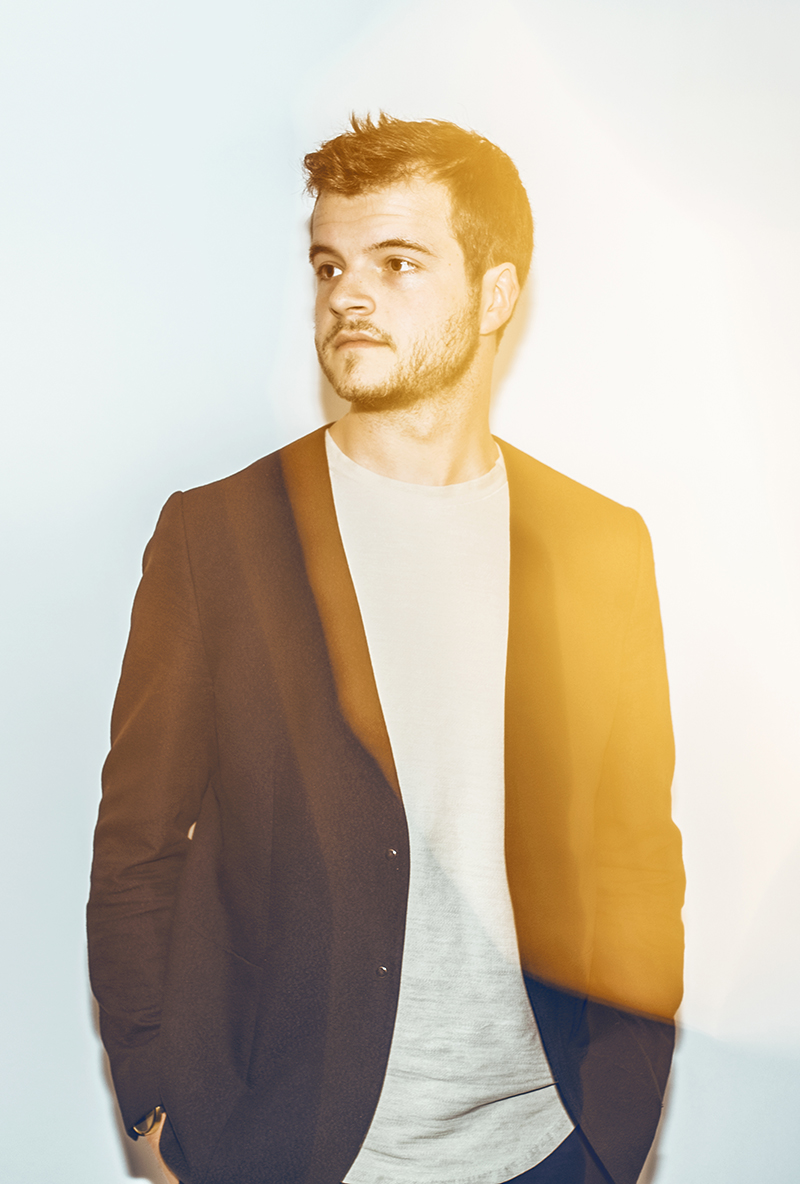
Haywyre, 2017

Haywyre ist das Pseudonym von Martin Vogt (* 8. August 1992 in Lafayette, Indiana), einem Electro-Musikproduzent aus Minneapolis, Minnesota. Als Pianist, der an  klassischer Musik und Jazz interessiert war, kreierte er schon früh eine individuelle Mischung aus verschiedenen Genres.
Er selber sagt, dass die Zeit, in der er für unbestimmte Zeit in Österreich war, sehr bedeutend für ihn gewesen sei. Dort bekam er als kleines Kind seinen ersten Klavierunterricht und fing mit dem Klavierspielen an. Es war wirkungsvoll, in einem Land vieler großer Komponisten das Musikinstrument Klavier erlernen zu können – nicht nur im kompositorischen Sinn, so Vogt.
Seine ersten Alben Lotus (2009) und Of Mellows And Revelations (2010) besitzen fast ausschließlich Oldschool Hip-Hop- bzw. Jazz-Elemente, während seine neueren Alben (neben dem Jazz und Hip-Hop) ebenso dem House und Dubstep zugewiesen werden können. Es ist durchaus nicht einfach, seine Musik einem festen Genre zuzuordnen. Ein sehr typisches Element seiner neueren Releases ist die Anwendung eines Vocoders, der einen Synthesizer anhand einer singenden Stimme moduliert.
Sein neustes Album Two Fold Pt. 2 wurde im Februar 2016 veröffentlicht und kann als Fortsetzung des Albums Two Fold Pt. 1 angesehen werden, welches zwei Jahre zuvor über die Plattenfirma Monstercat veröffentlicht wurde.
Derzeit hat Haywyre einen Vertrag bei den Plattenfirmen Monstercat und GruntWorthy. Ebenso erhielt er bereits Unterstützung von vielen anerkannten Elektro-Produzenten, wie etwa Zedd, Gramatik und Mat Zo.

## DAWs und VST-Plugins
| DAWs               | VST-Plugins                 |
| ------------------ | --------------------------- |
| FL Studio, Ableton | NI Massive, Sylenth1, Serum |

## Diskographie
| Album                      | Jahr |
| -------------------------- | ---- |
| Lotus                      | 2009 |
| Of Mellows And Revelations | 2010 |
| Dubsonic                   | 2011 |
| The Voyage                 | 2012 |
| Encompassing               | 2012 |
| Infinite                   | 2012 |
| Draw The Line              | 2013 |
| Two Fold Pt. 1             | 2014 |
| Everchanging               | 2014 |
| Insight                    | 2015 |
| Two Fold Pt. 2             | 2016 |
| Panorama: Discover         | 2018 |
| Panorama: Form             | 2019 |

| Single (Haywyre Records) | Jahr |
| ------------------------ | ---- |
| Tell Me                  | 2018 |

| Single (Monstercat)              | Jahr | Album          |
| -------------------------------- | ---- | -------------- |
| Synergy                          | 2013 |                |
| Back And Forth                   | 2013 |                |
| Peacock (Remix)                  | 2014 |                |
| The Schism                       | 2014 | Two Fold Pt. 1 |
| Prologue (Part One)              | 2014 | Two Fold Pt. 1 |
| Dichotomy (Soft Mix)             | 2014 | Two Fold Pt. 1 |
| Sculpted                         | 2014 | Two Fold Pt. 1 |
| Doppelgänger                     | 2014 | Two Fold Pt. 1 |
| Permutate (mit Zeros)            | 2014 | Two Fold Pt. 1 |
| Time (feat. CoMa)                | 2014 | Two Fold Pt. 1 |
| Voice of Reason (mit Galimatias) | 2014 | Two Fold Pt. 1 |
| Everchanging                     | 2014 | Everchanging   |
| Insight                          | 2015 | Insight        |
| Endlessly                        | 2015 | Two Fold Pt. 2 |
| Do You Don't You                 | 2016 | Two Fold Pt. 2 |
| I Am Me                          | 2016 | Two Fold Pt. 2 |
| I Am You                         | 2016 | Two Fold Pt. 2 |
| Restraint                        | 2016 | Two Fold Pt. 2 |
| Impulse                          | 2016 | Two Fold Pt. 2 |
| Moment                           | 2016 | Two Fold Pt. 2 |
| Memory                           | 2016 | Two Fold Pt. 2 |
| Transient                        | 2016 | Two Fold Pt. 2 |

| Single (Caliber Music) | Jahr | Album        |
| ---------------------- | ---- | ------------ |
| Mono Nova              | 2012 | Encompassing |
| The Observer           | 2012 | Encompassing |
| LD004                  | 2012 | Infinite     |
| Contrast               | 2012 | Infinite     |
| Prototype              | 2012 | Infinite     |
| Raw Crunch             | 2012 | Infinite     |
| Stone Shower           | 2012 | Infinite     |
| Mezmerize              | 2012 | Infinite     |

| Single (GruntWorthy)     | Jahr | Album      |
| ------------------------ | ---- | ---------- |
| Aquatic Stimulation      | 2011 | Dubsonic   |
| Mindchamber              | 2011 | Dubsonic   |
| Gridlock                 | 2011 | Dubsonic   |
| Intermission             | 2011 | Dubsonic   |
| Textures                 | 2011 | Dubsonic   |
| Think It Through         | 2011 | Dubsonic   |
| Sigma                    | 2011 | Dubsonic   |
| The Spectrum             | 2011 | Dubsonic   |
| Intermission Two         | 2011 | Dubsonic   |
| Quantum Cruise           | 2011 | Dubsonic   |
| Duality                  | 2011 | Dubsonic   |
| Progressive Introversion | 2011 | Dubsonic   |
| Grey                     | 2012 | The Voyage |
| Pendulum                 | 2012 | The Voyage |
| Prelude To The Voyage    | 2012 | The Voyage |
| The Voyage               | 2012 | The Voyage |
| Mokalite                 | 2012 | The Voyage |
| Trigger                  | 2012 | The Voyage |
| Crimson                  | 2012 | The Voyage |
| Atmospheric Evolution    | 2012 | The Voyage |
| Breathe                  | 2012 | The Voyage |
| Gravity                  | 2012 | The Voyage |
| Friction                 | 2012 | The Voyage |
| Catalyst                 | 2012 | The Voyage |
| Parting Ways             | 2012 | The Voyage |
| Cosmic Prime             | 2012 | The Voyage |
| Motionless               | 2012 | The Voyage |